# Kecamatan Cinangka
Kecamatan Cinangka är ett distrikt i Indonesien.   Det ligger i provinsen Banten, i den västra delen av landet, 110 km väster om huvudstaden Jakarta.